# Igrzyska Południowego Pacyfiku 1963
Igrzyska Południowego Pacyfiku 1963 (ang. South Pacific Games 1963) – pierwsza edycja Igrzysk Południowego Pacyfiku, która odbyła się w dniach 29 sierpnia - 8 września 1963 w stolicy Fidżi - Suvie. Rozegrano dziesięć dyscyplin: lekkoatletykę, piłkę nożną, koszykówkę, boks, netball, rugby union, pływanie, tenis stołowy, tenis ziemny oraz piłkę siatkową.

## Dyscypliny
- Boks  (szczegóły)
- Koszykówka  (szczegóły)
- Lekkoatletyka  (szczegóły)
- Netball  (szczegóły)
- Piłka nożna  (szczegóły)
- Siatkówka (halowa)  (szczegóły)
- Pływanie  (szczegóły)
- Rugby union  (szczegóły)
- Tenis stołowy  (szczegóły)
- Tenis ziemny  (szczegóły)

## Tabela medalowa
| Tabela medalowa | Tabela medalowa                 | Tabela medalowa | Tabela medalowa | Tabela medalowa | Tabela medalowa |
| Poz.            | Państwo                         | złoto           | srebro          | brąz            | Łącznie         |
| --------------- | ------------------------------- | --------------- | --------------- | --------------- | --------------- |
| 1               | Fidżi                           | 34              | 23              | 27              | 84              |
| 2               | Terytorium Papui i Nowej Gwinei | 9               | 12              | 11              | 32              |
| 3               | Nowa Kaledonia                  | 7               | 9               | 11              | 27              |
| 4               | Polinezja Francuska             | 4               | 2               | 4               | 10              |
| 5               | Tonga                           | 2               | 4               | 2               | 8               |
| 6               | Samoa Amerykańskie              | 1               | 2               | 4               | 7               |
| 7               | Wyspy Cooka                     | 2               | 3               | -               | 5               |
| 8               | Samoa Zachodnie                 | -               | 1               | 2               | 3               |
| 9               | Wyspy Gilberta i Lagunowe       | -               | 1               | 1               | 2               |
| 10              | Nowe Hebrydy                    | -               | 1               | -               | 1               |
| 11              | Niue                            | -               | -               | -               | 0               |
| 12              | Nauru                           | -               | -               | -               | 0               |
| 13              | Wyspy Salomona                  | -               | -               | -               | 0               |
|                 | Łącznie                         | 59              | 58              | 62              | 179             |